# السرايا (مسلسل ليبي)
السرايا هو مسلسل تلفزيوني تاريخي درامي ليبي، عُرض على قناة سلام في شهر رمضان لعام 1443هـ (2 أبريل 2022م)، من إخراج أسامة رزق، وتأليف سراج هويدي، وبطولة علي الشول وعبد الباسط أبو قندة ولبنى عبد الحميد وحسن قرفال وأنور التير وبسمة الأطرش. فاز المسلسل في نفس العام بجائزة المهرجان العربي للإذاعة والتلفزيون في مجال المسلسلات التاريخية. وهو «ثمرة تعاون ليبي تونسي، إذ جرى تصويره في تونس، وشارك فيه ممثلون من ليبيا وتونس، وساهمت كفاءات تقنية تونسية في إخراجه».

## قصة المسلسل
تدور أحداث المسلسل بين عاميْ 1783م و1795م، خلال حكم الأسرة القرمانلية لإيالة طرابلس الغرب، بدايةً من نهاية حكم علي باشا القرمانلي إلى حين وصول ابنه يوسف إلى سدة الحكم ونشوب الصراع مع أشقائه.

## طاقم التمثيل
- علي الشول (علي باشا القرمانلي)
- عبد الباسط أبو قندة (حسن بك القرمانلي)[6]
- لبنى عبد الحميد (اللا حلومة)
- بسمة الأطرش (حويوة)
- حسن قرفال (الكيخيا الكبير)
- محمد بن ناصر (يوسف القرمانلي)
- عبد الله القاندي (أحمد القرمانلي)
- هويدا الشكري (اللاعويشة)
- محمد الزرقاني (الكيخيا الصغير)
- عبد الحميد التائب (مصطفى الكاتب)
- صلاح الأحمر (بركة المرابطي)
- صالح القراد (شيخ البلاد)
- أنور التير (سليم أغا)
- إباء الحملي (ايستر الذمية)[7]
- ياسين العبدلي ( السفاح علي برغل)
- سيرين بن يحيى (عيشة القرمانلي)
- سلمى زروق (خدوجة القرمانلي)
- غادة علي (فاطمة القرمانلي)
- مكرم اليسري (مصطفى القرمانلي)
- عصام بالسياخ (الرئيس أحمد بن مصطفى)

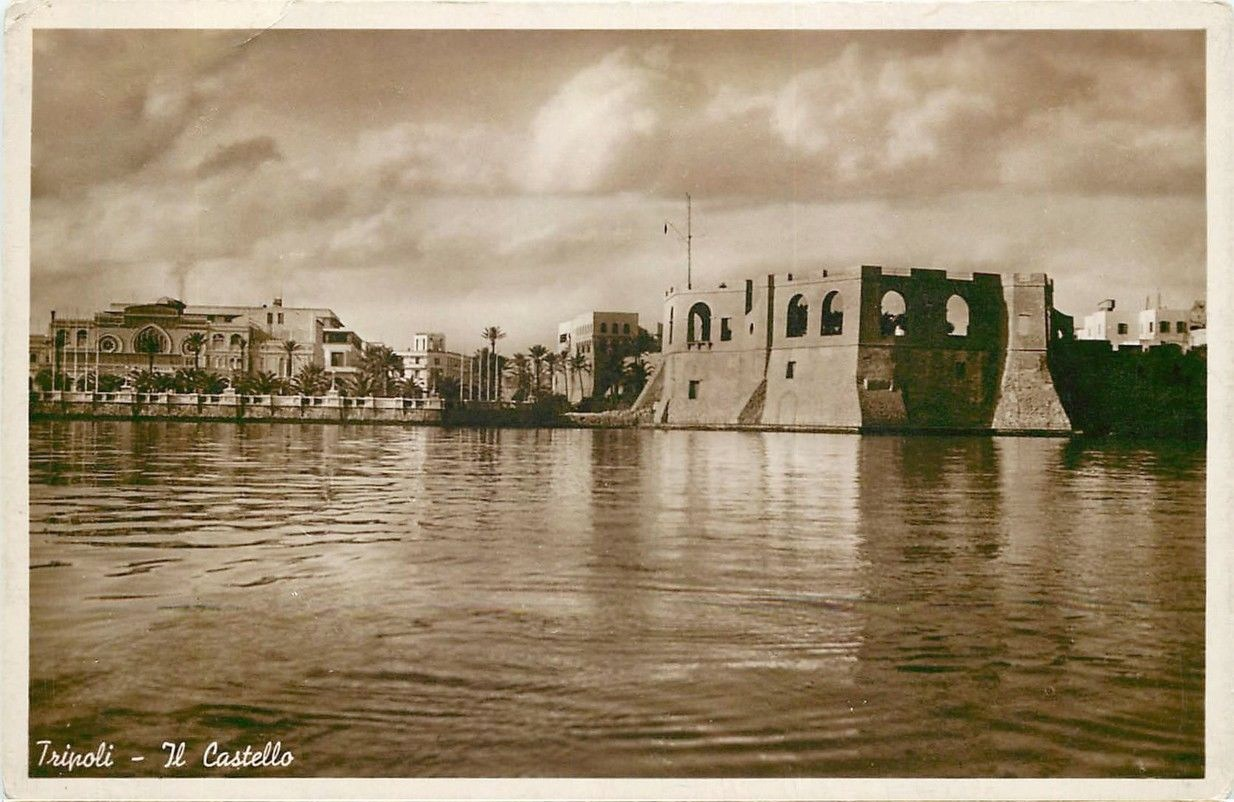
السرايا الحمراء، طرابلس، ليبيا

## فريق العمل
- إخراج: أسامة رزق
- تأليف: سراج هويدي
- إنتاج: وليد اللافي
- مدير التصوير: بشير المهبولي [8]

## وصلات خارجية
- مسلسل «ألسرايا» على موقع قاعدة بيانات الأفلام العربية
- مسلسل "السرايا" على IMDb (الإنجليزية)